# Fußball-Weltmeisterschaft 1970/Deutschland
Die deutsche Fußballnationalmannschaft belegte bei der Fußball-Weltmeisterschaft 1970 in Mexiko den dritten Platz. Das Halbfinale gegen Italien gilt vielen als Jahrhundertspiel. 

## Qualifikation
Deutschland traf in der Qualifikation auf Schottland, Österreich und Zypern. Nach mühsamen Siegen gegen Österreich und mit 1:0 auf Zypern war Schottland mit Stürmerstar Denis Law der Hauptkonkurrent. Am 16. April 1969 spielte die deutsche Mannschaft in Glasgow und erkämpfte ein 1:1. Gerd Müller brachte die Deutschen in der 1. Halbzeit in Führung, Murdoch glich in der 85. Minute aus. Die Entscheidung musste im Rückspiel in Hamburg fallen.
Am regnerischen 22. Oktober 1969 gingen die Schotten bereits nach drei Minuten durch Johnstone in Führung. Klaus Fichtel vom FC Schalke 04 glich noch vor der Halbzeit aus. Nachdem Gerd Müller in Halbzeit zwei die Führung für die deutsche Mannschaft besorgt hatte, gaben sich die Schotten immer noch nicht geschlagen und erkämpften den Ausgleich durch Gilzean. Stan Libuda brachte in der 79. Minute dann die Entscheidung; Deutschland war für die WM in Mexiko qualifiziert.
Gerd Müller schoss neun der 20 deutschen Tore in der Qualifikation. In allen sechs Gruppenspielen erzielte der Spieler des FC Bayern München jeweils mindestens einen Treffer. Die meisten Spieler der deutschen Nationalmannschaft spielten zu der Zeit beim FC Bayern. Vier Spieler hatten in den Quali-Spielen 17 Berufungen. Es folgten der 1. FC Köln, Eintracht Braunschweig, Werder Bremen und Borussia Mönchengladbach mit jeweils acht Abstellungen.
| Wien, 13. Oktober 1968 Praterstadion       | Österreich     | BR Deutschland | 0:2 (0:1)  | Tor: 0:1 G. Müller (16.), 0:2 Eigenstiller (49., Eigentor) |
| Nikosia, 23. November 1968 GSP-Stadion     | Zypern         | BR Deutschland | 0:1 (0:0)  | Tor: 0:1 G. Müller (90.) |
| Glasgow, 16. April 1969 Hampden Park       | Schottland     | BR Deutschland | 1:1 (0:1)  | Tore: 0:1 G. Müller (38.), 1:1 Murdoch (85.) |
| Nürnberg, 10. Mai 1969 Frankenstadion      | BR Deutschland | Österreich     | 1:0 (0:0)  | Tor: 1:0 G. Müller (88.) |
| Essen, 21. Mai 1969 Georg-Melches-Stadion  | BR Deutschland | Zypern         | 12:0 (7:0) | Tore: 1:0 G. Müller (3.), 2:0 und 3:0 Overath (5.), (12.), 4:0 Haller (17.), 5:0 Lorenz (39.), 6:0 Held (42.), 7:0 G. Müller (44.), 8:0 Haller (46.), 9:0 G. Müller, (48.), 10:0 Höttges (50.), 11:0 Overath (63.), 12:0 G. Müller (85.) |
| Hamburg, 22. Oktober 1969 Volksparkstadion | BR Deutschland | Schottland     | 3:2 (1:1)  | Tore: 0:1 Johnstone (3.), 1:1 Fichtel (38.), 2:1 G. Müller (60.), 2:2 Gilzean (62.), 3:2 Libuda (79.) |

## Aufgebot
| Nummer / Name | Nummer / Name                | Damaliger Verein         | Geburtstag | Länderspiele/Tore (a) | Sp.      | Tor      | Rot      | Gelb     |
| Torhüter      | Torhüter                     | Torhüter                 | Torhüter   | Torhüter              | Torhüter | Torhüter | Torhüter | Torhüter |
| ------------- | ---------------------------- | ------------------------ | ---------- | --------------------- | -------- | -------- | -------- | -------- |
| 1             | Sepp Maier                   | FC Bayern München        | 28.02.1944 | 19 (00)               | 5        | 0        | 0        | 0        |
| 21            | Manfred Manglitz             | 1. FC Köln               | 08.03.1940 | 04 (00)               | 0        | 0        | 0        | 0        |
| 22            | Horst Wolter                 | Eintracht Braunschweig   | 08.06.1942 | 12 (00)               | 1        | 0        | 0        | 0        |
| Abwehr        |                              |                          |            |                       |          |          |          |          |
| 4             | Franz Beckenbauer            | FC Bayern München        | 11.09.1945 | 38 (08)               | 5        | 1        | 0        | 0        |
| 11            | Klaus Fichtel                | FC Schalke 04            | 19.11.1944 | 13 (01)               | 5        | 0        | 0        | 0        |
| 2             | Horst-Dieter Höttges         | Werder Bremen            | 10.09.1943 | 39 (01)               | 4        | 0        | 0        | 0        |
| 15            | Bernd Patzke                 | Hertha BSC               | 14.03.1943 | 19 (00)               | 3        | 0        | 0        | 0        |
| 3             | Karl-Heinz Schnellinger      | AC Mailand               | 31.03.1939 | 41 (00)               | 5        | 1        | 0        | 0        |
| 5             | Willi Schulz                 | Hamburger SV             | 04.10.1938 | 63 (00)               | 3        | 0        | 0        | 0        |
| 18            | Klaus-Dieter Sieloff         | Borussia Mönchengladbach | 27.02.1942 | 09 (04)               | 0        | 0        | 0        | 0        |
| 7             | Berti Vogts                  | Borussia Mönchengladbach | 30.12.1946 | 24 (00)               | 6        | 0        | 0        | 0        |
| 6             | Wolfgang Weber               | 1. FC Köln               | 26.06.1944 | 37 (01)               | 2        | 0        | 0        | 0        |
| Mittelfeld    |                              |                          |            |                       |          |          |          |          |
| 19            | Peter Dietrich               | Borussia Mönchengladbach | 06.03.1944 | 01 (00)               | 0        | 0        | 0        | 0        |
| 8             | Helmut Haller                | Juventus Turin           | 21.07.1939 | 32 (13)               | 1        | 0        | 0        | 0        |
| 16            | Max Lorenz                   | Eintracht Braunschweig   | 19.08.1939 | 18 (01)               | 1        | 0        | 0        | 0        |
| 12            | Wolfgang Overath             | 1. FC Köln               | 29.09.1943 | 49 (13)               | 6        | 1        | 0        | 1        |
| Angriff       |                              |                          |            |                       |          |          |          |          |
| 20            | Jürgen Grabowski             | Eintracht Frankfurt      | 07.07.1944 | 07 (00)               | 5        | 0        | 0        | 0        |
| 10            | Sigfried Held                | Borussia Dortmund        | 07.08.1942 | 27 (04)               | 3        | 0        | 0        | 0        |
| 14            | Reinhard Libuda              | FC Schalke 04            | 10.10.1943 | 15 (02)               | 5        | 1        | 0        | 0        |
| 17            | Johannes Löhr                | 1. FC Köln               | 05.07.1942 | 13 (05)               | 6        | 0        | 0        | 1        |
| 13            | Gerd Müller                  | FC Bayern München        | 03.11.1945 | 19 (17)               | 6        | 10       | 0        | 2        |
| 9             | Uwe Seeler                   | Hamburger SV             | 05.11.1936 | 65 (40)               | 6        | 3        | 0        | 0        |
| Trainer       |                              |                          |            |                       |          |          |          |          |
|               | Helmut Schön (Bundestrainer) |                          | 15.09.1915 |                       |          |          |          |          |
|               | Jupp Derwall (Co-Trainer)    |                          | 10.03.1927 |                       |          |          |          |          |

Als Mannschaftsarzt betreute Professor Hanns Schoberth das deutsche Aufgebot.

## Deutsche Spiele

### Vorrunde
| BR Deutschland – Marokko 2:1 (0:1) | BR Deutschland – Marokko 2:1 (0:1) |
| ---------------------------------- | --- |
| Daten                              | Mittwoch, 3. Juni 1970 in León, Estadio Guanajuato |
| BR Deutschland                     | Maier – Höttges (77. Löhr) – Willi Schulz, Haller (46. Grabowski), – Beckenbauer, Vogts, Overath, Seeler – Held, Fichtel, G. Müller |
| Marokko                            | Allal Ben Kassou (Torwart), Abdallah Lamrani, Boujamaa Benkhrif, Driss Kanoussi, Kassem Slimani, Mohamed Maaroufi, Ghandi Said, Driss Bamous (72. Ahmed Faras), Mohamed El Filali, Mahjoub Ghazouani (56. Abdelkader El Khyati), Houmane Jarir |
| Tore                               | 0:1 Houmane Jarir (21.), 1:1 Seeler (56.), 2:1 G. Müller (78.) |

Deutschland trat am 3. Juni als Vizeweltmeister gegen den WM-Neuling Marokko an und geriet nach 21 Minuten in Rückstand. Nach einem Fehler des Bremers Horst-Dieter Höttges schoss Jarir ein. In der 56. Minute überwand Uwe Seeler den starken Torwart Allal Ben Kassou mit einem Flachschuss. In der 80. Minute köpfte Gerd Müller den Ball zum Siegtreffer ein.
| BR Deutschland – Bulgarien 5:2 (2:1) | BR Deutschland – Bulgarien 5:2 (2:1) |
| ------------------------------------ | --- |
| Daten                                | Sonntag, 7. Juni 1970 in León, Estadio Guanajuato |
| BR Deutschland                       | Maier – Vogts, Höttges, Fichtel, Schnellinger, Beckenbauer (72. Weber), Overath, Löhr (58. Grabowski), Libuda, Seeler , G. Müller |
| Bulgarien                            | Simeon Simeonov (Torwart), Dimitar Penew, Hristo Bonev, Dinko Dermendschiew (45. Vasil Mikov), Milko Gaidarski, Dobromir Zhechev, Boris Gagalenov (58. Aleksandar Schalamanov), Asparuch Nikodimow, Todor Kolev, Dimitar Marashliev, Georgi Asparuchow |
| Tore                                 | 0:1 Nikodimov (12.), 1:1 Libuda (20.), 2:1 G. Müller (27.), 3:1 G. Müller (52. Foulelfmeter), 4:1 Seeler (70.), 5:1 G. Müller (88.) 5:2 Kolev (89.) |

Deutschland trat wieder in León an; Bundestrainer Schön ersetzte Helmut Haller durch Libuda und Held durch Löhr. Die Mannschaft musste erneut einen Rückstand aufholen: Durch ein Freistoßtor von Asparuch Nikodimov in der 11. Minute war Bulgarien in Führung gegangen. Libuda, der ein sehr gutes Spiel machte, glich acht Minuten später aus. Müller und Seeler brachten Deutschland mit 5:1 in Führung. Kurz vor Spielende gelang dem Bulgaren Bojl Kolev noch ein Treffer.
| BR Deutschland – Peru 3:1 (3:1) | BR Deutschland – Peru 3:1 (3:1) |
| ------------------------------- | --- |
| Daten                           | Mittwoch, 10. Juni 1970 in León, Estadio Guanajuato |
| BR Deutschland                  | Maier – Höttges (46. Patzke), Schnellinger, Beckenbauer, Vogts, Overath, Seeler , Fichtel, G. Müller, Libuda (75. Grabowski), Löhr                                                                                                  |
| Peru                            | Luis Rubinos (Torwart), Orlando de la Torre, Héctor Chumpitaz , Nicolas Fuentes, Ramon Mifflin, Roberto Challe (72. Luis Cruzado), Pedro Leon (56. Osvaldo Ramirez), Teófilo Cubillas, Alberto Gallardo, Pedro Gonzales, Hugo Sotil |
| Tore                            | 1:0 G. Müller (19.), 2:0 G. Müller (26.), 3:0 G. Müller (39.), 3:1 Cubillas (44.) |

Im dritten Gruppenspiel, das wieder in León stattfand, ging es gegen Peru um den Gruppensieg. Peru hatte Bulgarien mit 3:2 und Marokko mit 3:0 besiegt. Der Gewinner wäre Gruppensieger und dürfte auch im Viertelfinale in León spielen, bei einem Remis wäre gelost worden. Deutschland hatte die gleiche Startformation wie gegen Bulgarien und ging von Anfang an konzentriert zu Werke. Gerd Müller entschied das Spiel dann mit drei Toren innerhalb von 19 Minuten nach Flanken von Libuda, Löhr und Seeler. In der 43. Minute gelang dem jungen peruanischen Stürmerstar Cubillas mit einem abgefälschten Freistoß der Anschlusstreffer. In der zweiten Halbzeit erarbeiteten sich beide Mannschaften noch diverse Chancen, aber die Stürmer scheiterten immer wieder an den Torhütern oder verfehlten das Tor.

### Viertelfinale
| BR Deutschland – England 3:2 n. V. (2:2, 0:1) | BR Deutschland – England 3:2 n. V. (2:2, 0:1)                                                                                        |
| --------------------------------------------- | --- |
| Daten                                         | Sonntag, 14. Juni 1970 in León, Estadio Guanajuato                                                                                   |
| BR Deutschland                                | Maier – Schnellinger – Vogts, Fichtel, Höttges (46. Schulz) – Beckenbauer, Overath, Seeler – Libuda (57. Grabowski), G. Müller, Löhr |
| England                                       | Bonetti – Newton, Cooper – Mullery, Labone, Moore – Lee, Ball, Hurst, Charlton (70. Bell), Peters (81. Hunter)                       |
| Tore                                          | 0:1 Mullery (31.), 0:2 Peters (49.), 1:2 Beckenbauer (69.), 2:2 Seeler (82.), 3:2 G. Müller (108.)                                   |

### Halbfinale
Italien ging in diesem Spiel schnell in Führung und konnte die Führung bis zur 90. Spielminute halten, ehe Italien-Legionär Karl-Heinz Schnellinger den Ausgleich erzielte. In der Verlängerung ging Deutschland zwar in Führung, jedoch glichen die Italiener wieder aus und erzielten das 3:2 vor der Pause. In der zweiten Halbzeit erzielte Gerd Müller erneut den Ausgleichstreffer, Rivera traf aber nur eine Minute später zum 4:3-Endstand. Dieses Spiel ist heute als Jahrhundertspiel bekannt.
| Italien – BR Deutschland 4:3 n. V. (1:1, 1:0) | Italien – BR Deutschland 4:3 n. V. (1:1, 1:0)                                                                                                  |
| --------------------------------------------- | --- |
| Daten                                         | Mittwoch, 17. Juni 1970 in Mexiko-Stadt, Estadio Azteca                                                                                        |
| Italien                                       | Albertosi – Cera – Burgnich, Bertini, Rosato (94. Poletti), Facchetti – Domenghini, Mazzola (46. Rivera), De Sisti – Boninsegna, Riva          |
| BR Deutschland                                | Maier – Schnellinger – Vogts, Schulz, Patzke (66. Held) – Beckenbauer, Overath, Seeler – Grabowski, G. Müller, Löhr (53. Libuda)               |
| Tore                                          | 1:0 Boninsegna (7.), 1:1 Schnellinger (90.), 1:2 G. Müller (95.), 2:2 Burgnich (98.), 3:2 Riva (104.), 3:3 G. Müller (110.), 4:3 Rivera (111.) |

### Spiel um Platz drei
Deutschland sicherte sich mit einem knappen 1:0-Sieg über Uruguay den dritten Platz. Die Uruguayer waren zwar das stärkere Team, scheiterten aber an Torwart Horst Wolter, der von Helmut Schön die Chance bekam, sich zu bewähren. Außerdem musste die Mannschaft auf Franz Beckenbauer verzichten, der sich im Halbfinale gegen Italien die Schulter verrenkt hatte.
| BR Deutschland – Uruguay 1:0 (1:0) | BR Deutschland – Uruguay 1:0 (1:0)                                                                                                   |
| ---------------------------------- | --- |
| Daten                              | Samstag, 20. Juni 1970 in Mexiko-Stadt, Estadio Azteca                                                                               |
| BR Deutschland                     | Wolter – Schnellinger (46. Lorenz) – Vogts, Fichtel, Patzke – Weber, Overath, Seeler – Libuda (75. Löhr), G. Müller, Held            |
| Uruguay                            | Mazurkiewicz – Ancheta, Matosas, Montero, Ubiña , Mujica – Maneiro (67. Sandoval), Cortés, Cubilla – Morales, Fontes (46. Espárrago) |
| Tore                               | 1:0 Overath (27.) |